# وانه‌لی
وانه‌لی (به لاتین: Vaneli) یک منطقهٔ مسکونی در گرجستان است که در ناحیه دزاو واقع شده‌است.